# Кук (страва)
Кук (кор. 국) або тан (кор. 탕) — це різновид страв корейської кухні. Хоча «кук» часто групують із «тан», щиро кажучи, це різні страви: кук більш рідкий і частіше подається вдома, а тан густішою і був придуманий як ресторанна їжа.

## Загальні відомості
Кук — це корейське слово, а тан — запозичення з китайської мови, що означало «кипіти». Тан спочатку було більш ввічливим словом, яким заміняли кук. Тан може його замінювати і сьогодні, наприклад, меунтан можна назвати «меунгук», тегутан — «тегугук», самгетан — самгегук, а чхуотан — чхуогуком.
З іншого боку, камчакук і камджатан — це різні супи. Перший готується з картоплею, а камджатан — з великою кількістю м'яса і незначною — картоплі.
Загалом, овочеві супи частіше називають кук: тхорангук (суп із короказією), кімчигук (суп із кімчі), мугук (суп із дайконом), сірекікук (суп з сушеної пекінської капусти) і мієккук (суп із вакаме).

## Кукпо типу підливи
Кук можна грубо поділити на чотири групи супів.
- Мельгин-джанкук (맑은 장국) — прозорий бульйон із додаванням спецій (твенджану, канджану (корейського соєвого соусу). Основні інгредієнти мельгин-джанкука — м'ясо, риба, овочі та морепродукти.
- Комкук (곰국), також комтан — суп, для приготування якого потрібно довго виварювати яловичі ребра, хвости, грудинку, голову (або інші частини туші). У комкуці бульйон має молочно-білий колір. Якщо замість яловичини використовується куряче або свиняче м'ясо, то така страва називається самгетхан або камчатан.
- Тоджанкук (토장국) — рідина для тходжангука готується з суміші твенджану і води, що залишилася після промивання рису.
- Ненгук (냉국) — холодний літній суп. Зазвичай бульйон гострий і прозорий. Є різновиди з огірком — ої-ненгук (오이냉국)— та вакаме — Мієк-ненгук (미역냉국). Ккеткук (깻국, суп із кунжутом), густий відвар курки з насінням кунжуту, вважається таким, що бадьорить і поживним у спеку.

### Мельгин джангук

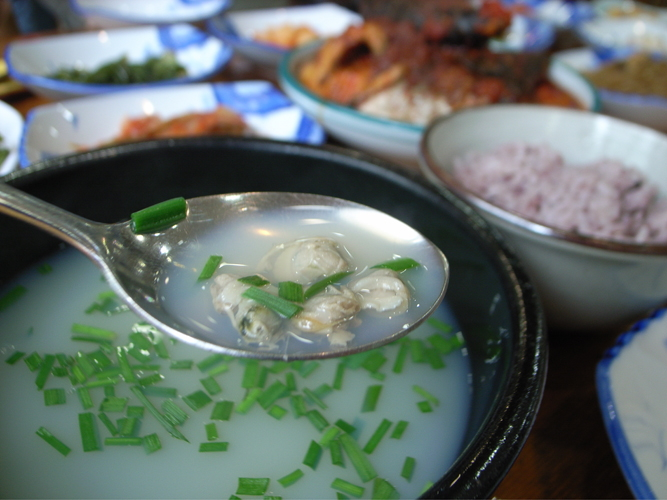
Чечхопкук, суп із мушлями, один із супів «мельгин»

- Ттоккук (떡국), суп із галушками тток, новорічна страва;
- мієккук (미역국), суп із вакамз;
- коннамулькук (콩나물국), з коннамуль;
- мукук (무국), суп із дайконом[2];
- камчакук (감자국), з картоплею;
- торанкук (토란국), з таро;
- пукокук (북어국), з сушеним минтаєм[3] та іншою рибою;
- чокекук (조개국), з морепродуктами[4];
  - чечхопкук (재첩국), з «чечхоп», Corbicula fluminea[5].

### Комкук
- З яловичиною
  - комкук/комтан (곰국/곰탕, koːmk͈uk, koːmtʰaŋ):

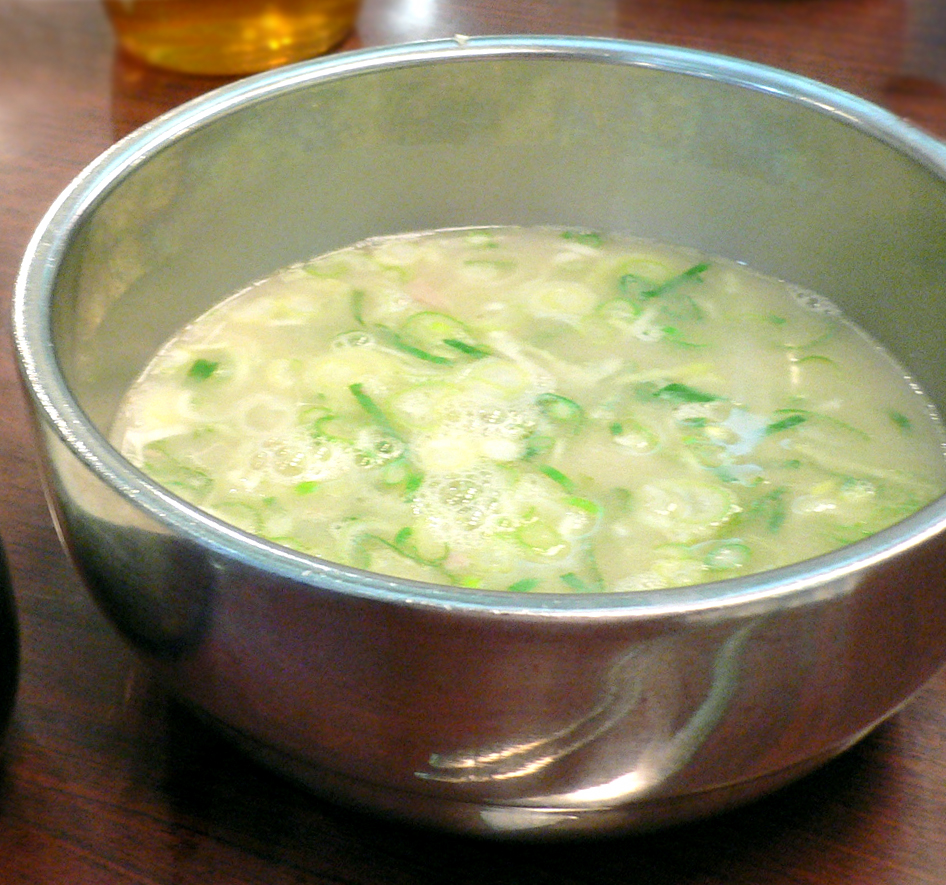
Соллонтхан, один із видів супів «тхан»

    - саколь-комтан (사골곰탕), білий бульйон із бичачим хвостом або нарізаною корейкою[6][7][8];
    - ккорі-комтан (꼬리곰탕), суп із бичачого хвоста;

  - соллонтан (설렁탕): суп із бичачою ногою, який довго вариться (понад 10 годин). Подається з яловичиною, чорним перцем та зеленою цибулею;
  - кальбітхан (갈비탕), з кальбі (бичачими реберцями)[9].

- Курка та всинина
  - самкетхан (삼계탕), суп із цілої курячої туші, начиненої женьшенем, рисом, зизифусом, часником та каштанами. Вважається літньою стравою;
  - камджатхан (감자탕, «картопляне рагу»), гострий суп з свинячого хребта, овочів, обов'язково з картоплею і гострим перцем. Сам хребет у тарілки не кладуть;

### Тходжангук
Тходжангук їдять цілий рік. слово «тходжангук» з'явилося в 1930-ті в корейських кулінарних книгах:
- Сігимчі-тходжангук (시금치토장국), зі шпинатом.
- Аук-тходжангук (아욱토장국).
- Ненгі-тходжангук (냉이토장국).
- Угоджикук (우거지국), з угоджі (우거지, сушеною пекінською капустою).
- Тасильгікук (다슬기국).

### Ненгук
Ненгук — це все холодні корейські супи. В основному їх їдять влітку. Існує споконвічно корейське слово чхангук («холодний суп»), а ненгук — це поєднання запозиченого з китайської мови слова «нен» (холодний) і споконвічно корейського слова «кук» (суп). Перша згадка ненгука — поема І Кюбо (1168—1241), старшого чиновника періоду Корьо (918—1392). Холодний суп там названий «сункаен», буквально сунчхекук, суп з Brasenia schreberi). І хвалить його чистий і простий смак.
Ненгук зазвичай ділять на два різновиди за інгредієнтами. Перчена вода і оцет дають кисло-солодкий смак (приклади такого супу — мієк ненгук із вакаме, ої ненгук з огірками, намиль ненгук із часником і кім ненгук із водорістю кім). Другий різновид вважається корисним для здоров'я і володіє більш вираженим смаком; в її бульйон додають курку, кунжут або соєві боби  .
- Мієк-ненгук (미역 냉국), з вакаме.
- Ої-ненгук (오이 냉국), з огірком.
- Ккеткук (깻국), суп із куркою і меленим кунжутом.
- Ненкхонгук (냉 콩국), з перетертими соєвими бобами. З нього також готують конгуксу, один із видів куксу.
- Коннамуль-ненгук (콩나물 냉국), з коннамуль.

## Інші видикук
- Меунтхан (매운탕), освіжаючий, гарячий, гострий рибний суп.
- Хеджангук (해장국), суп для лікування похмілля.
- Хемультхан (해물탕), з різноманітними морепродуктами.
- Хемульчаптхан (해물잡탕), з морепродуктами та яловичими нутрощами, страва корейської придворної кухні.
- Альтхан (알탕), суп з солоною ікрою минтая і червоним перцем.
- Чхуотхан (추어탕), з Misgurnus mizolepis[14].
- Йонпунтхан (용봉탕), з куркою, коропом і черепахою[15].
- Мандукук (만두국) суп із манду[16]
- Ванчатхан (완자탕), з ванча (фрикадельками чон)[17].
- Керантхан (계란탕), з яйцями[18].
- Ссуккук (쑥국), з «ссук» (Artemisia princeps var. orientalis)[19].

## Кукпап
Кукпап (국밥) — це страви, які походять від кук. Буквально «кукпап» означає «суп із рисом». Кукпап подають у пивницях, ця страва стала популярною серед робітників у пізню династію Чосон .
- Коннамуль кукпап (콩나물 국밥), прозорий суп із проростками соєвих бобів і рисом.
- Ттаро кукпап (따로 국밥), різновид юккечан, регіональна кухня Тегу[21].

У японській мові для цієї страви використовується слово куппе (яп. ク ッ パ). Гейм-дизайнер Сігеру Міямото назвав цим словом головного негативного героя серії ігор Маріо — Боузера, Короля куппе (яп. 大 魔王 ク ッ パ, даймао: куппе, великий диявол куппе). Сігеру розглядав варіанти Юкке (яп. ユ ッ ケ, «юкхве») і Бібімба (яп. ビ ビ ン バ, пібімпап), оскільки йому хотілося дати персонажу ім'я корейської страви .